# 滬東中華造船
滬東中華造船（集団）有限公司（ことうちゅうかぞうせん-しゅうだん-ゆうげんこうし）は中華人民共和国上海市に立地する造船会社。国有持株会社の中国船舶工業集団公司（CSSC）の子会社である。

## 概要
上海の黄浦江下流の復興島付近に立地する滬東造船廠と中華造船廠が、2001年に合併してできた会社である。合併前の両造船廠は黄浦江を挟んで向かい合った位置にあり、東岸に滬東造船廠、西岸に中華造船廠があった。
本造船所は中国ではじめてLNG船を自主独力で開発設計した。黄浦江沿いの事業所に加え、2000年代後半に大型外航用商船の建造を見据えて、子会社を設立し長興島造船基地（造船用工業団地）に進出させている。
合併前の滬東造船廠において、フリゲートの成都級、江東型、江滬型、江衛型が建造された。ロメオ型潜水艦、コマール型ミサイル艇なども建造された。
合併前の中華造船廠において、旅大型駆逐艦、玉坎型揚陸艦、玉亭型揚陸艦、玉登型陸艦などが建造された。
合併して滬東中華造船有限公司になってからは、引き続き玉亭型揚陸艦の後期型を建造するとともに、中国初のドック型揚陸艦の玉昭型、最新鋭のフリゲートである江凱型、中国初の強襲揚陸艦の075型などを建造している。
2013年の滬東中華造船有限公司の建造量は989,000DWT、建造量国内シェア2.2%で14位であった。また子会社の上海江南長興造船有限責任公司の建造量は1,214,000DWT、建造量国内シェア2.7%で12位であった。両社を合わせると建造量2,203,000DWT、建造量国内シェア4.9%で国内順位3位の規模となる。

## 沿革
以下の記述は、リポート「中国造船企業の事業概況 2010」を参照した。
- 1926年、民営造船所「大中華機器造船廠」創設。
- 1928年、「滬東造船廠」創設。
- 1952年、中国政府は「滬東造船廠」を接収し、国有企業とする。
- 1953年、中国政府は「大中華機器造船廠」を接収し「中華造船廠」に社名を変更。
- 2001年3月、滬東造船集団と中華造船廠は合併し「滬東中華造船（集団）有限公司」創設。
- 2001年12月、4,100TEUコンテナ船を複数隻受注（合併後初めての商船受注）
- 2001年12月、資本形態を国有企業から有限責任公司（非上場株式会社）に変更。
- ～2002年、中国船級協会、ノルウェー船級協会、アメリカ船級協会、イギリス船級協会のISO9001 を取得。
- 2002年10月、同社が建造した当時中国最大のコンテナ船進水。5,668TEU、全長279.6m。
- 2007年9月、同社初の8,530TEUコンテナ船竣工。
- 2008年4月、同社初の14.7万㎥LNG船が竣工。
- 2011年7月、同社初の8,888TEUコンテナ船が進水。

## 造船所
- 浦東新村（黄浦江東岸）旧滬東造船廠
- 復興島（黄浦江西岸）旧中華造船廠
- 長興島造船基地：子会社の上海江南長興造船有限責任公司が営業

## グループ会社
- 上海江南長興造船有限責任公司（長興島造船基地に立地する造船事業会社）
- 滬東中華造船集団船舶配套設備有限公司船用
- 中国船舶電站設備公司
- 上海欣務工貿有限公司
- 上海東舟実業有限公司
- 上海華潤大東船務工程有限公司
- 上海滬船物業管理有限公司
- 上海海舟贄飲服務管理有限公司
- 上海滬船新事業発展総公司
- 上海東華教育投資管理有限公司